# Кристина Хойновска-Лискевич
Кристина Хойно̀вска-Лискѐвич (на полски: Krystyna Chojnowska-Liskiewicz) е полска инженерка, корабостроител и мореплавателка.
Тя е първата жена в света, която осъществява самостоятелно околосветско плаване с ветроходна яхта.

## Биография
Родена е през 1936 г. във Варшава, Полша. След Втората световна война, заедно със семейството си, се установява в Оструда, в северната част на Полша. От 1953 г. живее в Гданск. Учи в Гданския политехнически институт. Тогава става инженер в корабостроителницата в Гданск.
Започва да се занимава с ветроходство от 16-годишна възраст. През 1960 г. става навигатор, а от 1966 г. е капитан. Получава лиценз за управление на ветроходна яхта. Като капитан осъществява 21 океански и морски плавания, в това число три са с изцяло женски екипаж. Осъществява няколко плавания със съпруга си, който също се увлича към ветроходството.
Става известна като първата жена, която осъществява самостоятелно околосветско плаване с ветроходна яхта. Плаването с яхтата „Mazurek“ започва на 28 февруари 1976 г. от град Лас Палмас де Гран Канария на Канарските острови. Плава през Бриджтаун в Барбадос, Карибско море, Панамския канал, Таити и Фиджи, достига до Сидни, където е извършен ремонт на яхтата. Продължава плаването си през пристанището на Дарвин, но се разболява сериозно. Транспортирана е със самолет от Портланд Родос до Кернс в Североизточна Австралия. Въпреки това продължава пътешествието си и на 2 декември 1977 г. достига до Мозамбикския проток. На 21 април 1978 г. достига отново в Лас Палмас де Гран Канария. Изминала е разстоянието от 57 719 km за 401 дни. Постижението ѝ е записано в Книгата на рекордите на Гинес.
След като се завръща в Полша, на 18 юни 1978 г., е обявена за национална героиня.